# Molophilus sponsus
Molophilus sponsus är en tvåvingeart som beskrevs av Alexander 1955. Molophilus sponsus ingår i släktet Molophilus och familjen småharkrankar.
Artens utbredningsområde är Bolivia. Inga underarter finns listade i Catalogue of Life.